# Aquiulfo
Aquiulfo (270-340) fue un rey del incipiente reino ostrogodo en el territorio de la actual Ucrania. Durante el período de su gobierno, los godos ocuparon las tierras que rodean el Volga y sometieron a sármatas, escitas y gépidos. A Aquiulfo le sucedió en el trono su hijo Hermanarico.